# Playdate - I nuovi vicini
(Tagline del film.)
Playdate - I nuovi vicini (Playdate) è un film del 2012 diretto da Andrew C. Erin.

## Trama
In un tranquillo quartiere residenziale, arrivano i nuovi vicini per la famiglia di Emily. Si tratta di una donna con due figli. Emily nota presto i loro strani comportamenti, in particolare quelli del ragazzino Billy che ha tendenze violente verso sua figlia. Decisa ad indagare, scoprirà un inquietante segreto che porterà terribili conseguenze.

## Produzione
Il film, di produzione statunitense, ha avuto un budget di spesa di circa 4000000 $.

## Distribuzione
Il film è uscito negli Stati Uniti il 28 aprile 2012 direttamente in DVD. In Italia è stato trasmesso in tv, su Sky, poi in chiaro su Rai 2 il 31 maggio 2014 con il titolo Playdate - Il segreto dietro la porta.